# Yazeed Abulaila
Yazeed Abulaila (właśc. Yazeed Mo'ien Hasan Abdulaila; ar. يزيد ابو ليلى; ur. 8 stycznia 1993 w Az-Zarka) – jordański piłkarz, występujący na pozycji bramkarza w saudyjskim klubie Al-Jabalain FC oraz w reprezentacji Jordanii. Uczestnik Pucharu Azji 2023.

## Mecze w reprezentacji
Na podstawie:

### Puchar Azji 2023
| Mecze i gole w reprezentacji podczas Mistrzostw Świata 2023 | Mecze i gole w reprezentacji podczas Mistrzostw Świata 2023 | Mecze i gole w reprezentacji podczas Mistrzostw Świata 2023 | Mecze i gole w reprezentacji podczas Mistrzostw Świata 2023 | Mecze i gole w reprezentacji podczas Mistrzostw Świata 2023 | Mecze i gole w reprezentacji podczas Mistrzostw Świata 2023 | Mecze i gole w reprezentacji podczas Mistrzostw Świata 2023 | Mecze i gole w reprezentacji podczas Mistrzostw Świata 2023 |
| Lp.                                                         | Data                                                        | Miasto                                                      | Przeciwnik                                                  | Wynik                                                       | Gole                                                        | Inne                                                        | Faza rozgrywek                                              |
| ----------------------------------------------------------- | ----------------------------------------------------------- | ----------------------------------------------------------- | ----------------------------------------------------------- | ----------------------------------------------------------- | ----------------------------------------------------------- | ----------------------------------------------------------- | ----------------------------------------------------------- |
| 1.                                                          | 15.01.2024                                                  | Al-Wakra                                                    | Malezja                                                     | 4:0 (3:0)                                                   |                                                             |                                                             | Faza grupowa                                                |
| 2.                                                          | 20.01.2024                                                  | Doha                                                        | Korea Południowa                                            | 2:2 (2:1)                                                   |                                                             |                                                             | Faza grupowa                                                |
| 3.                                                          | 25.01.2024                                                  | Doha                                                        | Bahrajn                                                     | 0:1 (0:1)                                                   |                                                             |                                                             | Faza grupowa                                                |
| 4.                                                          | 29.01.2024                                                  | Doha                                                        | Irak                                                        | 3:2 (1:0)                                                   |                                                             |                                                             | 1/8 finału                                                  |
| 5.                                                          | 02.02.2024                                                  | Ar-Rajjan                                                   | Tadżykistan                                                 | 1:0 (0:0)                                                   |                                                             |                                                             | Ćwierćfinał                                                 |
| 6.                                                          | 06.02.2024                                                  | Ar-Rajjan                                                   | Korea Południowa                                            | 2:0 (0:0)                                                   |                                                             |                                                             | Półfinał                                                    |
| 7.                                                          | 10.02.2024                                                  | Lusajl                                                      | Katar                                                       | 1:3 (0:1)                                                   |                                                             | 90'                                                         | Finał                                                       |

## Sukcesy
Na podstawie:
Brak ważniejszych osiągnięć.